# Шолпан
Шолпан (каз. Шолпан) — село в Урджарском районе Абайской области Казахстана. Административный центр и единственный населённый пункт Шолпанского сельского округа. Код КАТО — 636483100.

## Население
В 1999 году население села составляло 1608 человек (823 мужчины и 785 женщин). По данным переписи 2009 года, в селе проживало 1412 человек (717 мужчин и 695 женщин).